# Storhamar Dragons
Storhamar Dragons – norweski klub hokejowy z siedzibą w Hamarze.

## Historia klubu
W sezonie GET-ligaen (2019/2020) trenerem był Fin Miika Elomo.

## Sukcesy
- Złoty medal mistrzostw Norwegii (7 razy): 1995, 1996, 1997, 2000, 2004, 2008, 2018